# Åkerhielm af Margrethelund
Åkerhielm af Margrethelund är en svensk friherrlig adelsätt från Södermanland, adlad 14 juni 1731 och introducerades 19 juni 1731, med ättnummer 205. Bland personer med efternamnet Åkerhielm af Margrethelund märks Sveriges före detta statsminister Gustaf Samuel Åkerhielm af Margrethelund.

## Historik
Ätten är en gren av ätten Åkerhjelm som blev adlad år 1679, med Samuel Åkerhjelm. En av dennes söner med Catharina Mollsdorff, överstemarskalk Samuel Åkerhielm, blev friherrlig år 1731 och introducerades på Sveriges Riddarhus år 1731 som friherrlig släkt nr 205. Han var gift med Anna Christina Feif, dotter till presidenten baron Casten Feif och Anna Christina Barckhusen, varifrån samtliga ättemedlemmar stammar.
Åkerhielm af Margrethelund har samma ursprung som den friherrliga släkten Åkerhielm af Blombacka och har länge haft sitt herresäte på slottet Margretelund i Österåkers kommun och har det än idag.

## Personer med efternamnet Åkerhielm af Margrethelund
- Carl Åkerhielm af Margrethelund (1807–1879), landshövding, riksdagsledamot och attaché
- Gustaf Fredrik Åkerhielm af Margrethelund (1776–1853), friherre, militär, teaterchef och ämbetsman.
- Gustaf Samuel Åkerhielm af Margarethelund (1833–1900), friherre, godsägare, riksdagsman 1859–1866 och 1870–1900, finansminister 1874–1875, utrikesminister 1889, statsminister 1889–1891.